# 2-Acetylnicotinsäure
2-Acetylnicotinsäure ist als sechsgliedriger Heterocyclus mit einem Stickstoffatom ein Derivat des Pyridins, das in 3-Stellung eine Carboxygruppe trägt. Diese mit dem Trivialnamen Nicotinsäure bezeichnete Pyridin-3-carbonsäure weist außerdem in 2-Position eine Acetylgruppe auf. 2-Acetyl-3-pyridincarbonsäure ist der Ausgangsstoff für das Herbizid Diflufenzopyr.

## Vorkommen und Darstellung
Die Synthese von 2-Acetylnicotinsäure wurde erstmals von Otto Rosenheim und Julius Tafel 1893 als α-Acetonicotinsäure beschrieben. Dabei wurde 6-Hydroxychinolin (heutzutage in einer modifizierten Skraup-Synthese als Eintopf-Domino-Reaktion mit Bamberger-Umlagerung in einfacher Weise und guter Ausbeute (77 %) aus Nitrobenzol und Glycerin zugänglich) mit Chlorkalk oxidiert. Das Oxidationsprodukt wird nach Ansäuern beim Erhitzen auf 140 °C in 2-ANA umgewandelt.
Bei der Ozonolyse von 8-Methylchinolin als Ausgangsverbindung (durch Doebner-Miller-Reaktion aus o-Toluidin, Schwefelsäure, Natriumiodid und Glycerin) wird 2-ANA in 70 %iger Ausbeute erhalten. Geringere Verunreinigungen durch am Pyridinring methylierte Nebenprodukte werden beim Durchleiten von Sauerstoff durch das Reaktionsgemisch nach der Ozonolyse erzielt.
Wegen des hohen Explosionsrisikos ist die Ozonolyse als industrielles Verfahren zur Herstellung von 2-Acetyl-3-pyridincarbonsäure obsolet.
Eine Alternative bietet der Syntheseweg ausgehend von Nicotinsäure (z. B. nach einem Verfahren der Lonza Group AG durch Oxidation von 5-Ethyl-2-methylpyridin (MEP) mittels Salpetersäure) und Oxidation zum Nicotinsäure-N-oxid mittels Wasserstoffperoxid, dessen Umsetzung mit Essigsäureanhydrid, anschließender Deoxygenierung des N-Oxids und Ringspaltung zum Endprodukt 2-Acetylnicotinsäure.
Das Reinprodukt wird dabei in Gesamtausbeuten um 40 %, bezogen auf Nicotinsäure, erhalten.

## Eigenschaften
2-Acetylnicotinsäure fällt bei der industriellen Synthese als beigefarbener Feststoff an, der als Reinsubstanz in weißen Nadeln kristallisiert. Die Verbindung ist in heißem Wasser sehr leicht löslich und kann zur Reinigung daraus umkristallisiert werden. Auch Alkohole, Aceton und Ethylacetat, sowie Toluol, MTBE und n-Butanol lösen 2-ANA.

## Anwendungen
2-Acetylnicotinsäure reagiert mit Hydrazin unter Bildung eines bicyclischen Ringsystems vom Typ eines Pyrido-pyrazins.
Funktionalisierte Pyrido [2,3-d] pyrazine wurden als mögliche Herbizide synthetisiert und getestet.
Die Hauptanwendung von 2-Acetylnicotinsäure liegt in der Synthese des Auxintransport-Inhibitors Diflufenzopyr, der zur Wirkungsverstärkung von Herbiziden vom Typ der synthetischen Auxine, wie z. B. Dicamba,  eingesetzt wird.
Das Semicarbazon-Derivat Diflufenzopyr ist in den USA und Kanada zugelassen, nicht jedoch in der EU.